# Henry Cavendish

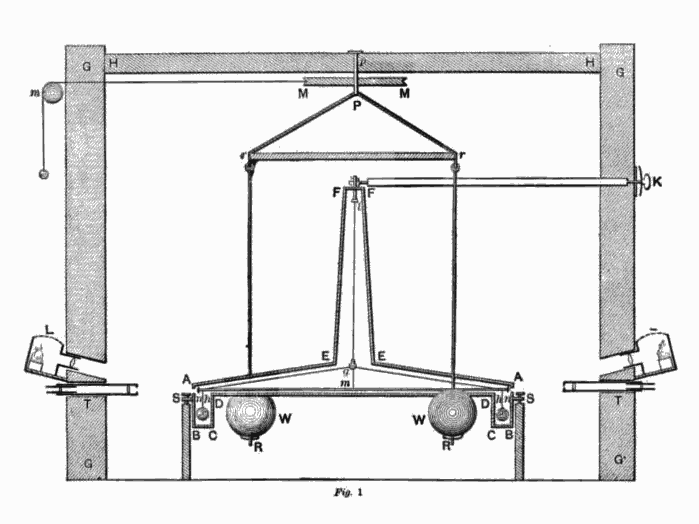
Apparecchio con cui Cavendish misurò nel 1798 la costante di gravitazione universale

Henry Cavendish (Nizza, 10 ottobre 1731 – Londra, 24 febbraio 1810) è stato un chimico e fisico inglese.

## Biografia
Di famiglia aristocratica, dal 1749 al 1753 studia matematica e fisica a Cambridge. Molte delle sue scoperte nel campo dell'elettricità e del calore non vennero mai pubblicate, ma, nonostante ciò, i suoi contemporanei ritennero straordinarie le sue ricerche e geniale la persona stessa di Cavendish, essendo considerato come un chimico e un fisico di primissimo ordine. Membro effettivo della Royal Society e consigliere del British Museum, poté godere di un'ottima posizione sociale. Nel 1775 progettò l'esperimento Schiehallion per tentare una misurazione della densità della Terra. In chimica s'interessò allo studio dei gas, isolò l'idrogeno e fece un'analisi dell'aria e la sintesi dell'acqua (1784). In fisica misurò la costante di gravitazione universale, deducendo la densità media della Terra (1798). Insieme a Coulomb, può essere considerato il fondatore dell'elettrostatica.
Cavendish era noto per la sua natura riservata e il suo carattere estremamente timido. Conduceva da solo le sue ricerche e si racconta che quando un giorno una cameriera entrò per errore nella sua stanza, egli rimase così sconvolto da quella inaspettata presenza da licenziarla in tronco. In seguito fece costruire dei soppalchi per andare da una stanza all'altra della casa senza essere visto. Alcuni studiosi ipotizzano fosse affetto da un disturbo dello spettro autistico.
Al suo nome è stato intitolato un celebre laboratorio di fisica, fondato nel 1870 all'università di Cambridge.
A Cavendish è stato intitolato il cratere Cavendish, sulla Luna, e un asteroide, 12727 Cavendish.

## Ascendenza
|                                          |                                |                               | Genitori                                    |  |  | Nonni |  |  | Bisnonni                                |  |  | Trisnonni                                  |  |
|                                          |                                |                               |                                             |  |  |       |  |  | William Cavendish, I duca di Devonshire |  |  | William Cavendish, III conte di Devonshire |  |
|                                          |                                |                               |                                             |  |  |       |  |  | William Cavendish, I duca di Devonshire |  |  | William Cavendish, III conte di Devonshire |  |
|                                          |                                | Elizabeth Cecil               |                                             |  |  |       |  |  | William Cavendish, I duca di Devonshire |  |  |                                            |  |
| William Cavendish, II duca di Devonshire |                                |                               |                                             |  |  |       |  |  | William Cavendish, I duca di Devonshire |  |  |                                            |  |
|                                          |                                | Mary Butler                   | James Butler, I duca di Ormonde             |  |  |       |  |  |                                         |  |  |                                            |  |
|                                          |                                | Mary Butler                   | James Butler, I duca di Ormonde             |  |  |       |  |  |                                         |  |  |                                            |  |
|                                          |                                | Mary Butler                   | Elizabeth Preston                           |  |  |       |  |  |                                         |  |  |                                            |  |
| Charles Cavendish                        |                                | Mary Butler                   |                                             |  |  |       |  |  |                                         |  |  |                                            |  |
|                                          |                                | William Russell, lord Russell | William Russell, I duca di Bedford          |  |  |       |  |  |                                         |  |  |                                            |  |
|                                          |                                | William Russell, lord Russell | William Russell, I duca di Bedford          |  |  |       |  |  |                                         |  |  |                                            |  |
|                                          |                                | William Russell, lord Russell | Anne Carr                                   |  |  |       |  |  |                                         |  |  |                                            |  |
| Rachel Russell                           |                                | William Russell, lord Russell |                                             |  |  |       |  |  |                                         |  |  |                                            |  |
|                                          |                                | Rachel Wriothesley            | Thomas Wriothesley, IV conte di Southampton |  |  |       |  |  |                                         |  |  |                                            |  |
|                                          |                                | Rachel Wriothesley            | Thomas Wriothesley, IV conte di Southampton |  |  |       |  |  |                                         |  |  |                                            |  |
|                                          |                                | Rachel Wriothesley            | Rachel de Massue de Rouvigny                |  |  |       |  |  |                                         |  |  |                                            |  |
| Henry Cavendish                          |                                | Rachel Wriothesley            |                                             |  |  |       |  |  |                                         |  |  |                                            |  |
|                                          | Anthony Grey, XI conte di Kent | Henry Grey, X conte di Kent   |                                             |  |  |       |  |  |                                         |  |  |                                            |  |
|                                          | Anthony Grey, XI conte di Kent | Henry Grey, X conte di Kent   |                                             |  |  |       |  |  |                                         |  |  |                                            |  |
|                                          | Anthony Grey, XI conte di Kent | Amabel Benn                   |                                             |  |  |       |  |  |                                         |  |  |                                            |  |
| Henry Grey, I duca di Kent               | Anthony Grey, XI conte di Kent |                               |                                             |  |  |       |  |  |                                         |  |  |                                            |  |
|                                          |                                | Mary Lucas                    | John Lucas, I barone Lucas di Shenfield     |  |  |       |  |  |                                         |  |  |                                            |  |
|                                          |                                | Mary Lucas                    | John Lucas, I barone Lucas di Shenfield     |  |  |       |  |  |                                         |  |  |                                            |  |
|                                          |                                | Mary Lucas                    | Anne Neville                                |  |  |       |  |  |                                         |  |  |                                            |  |
| Ann Grey                                 |                                | Mary Lucas                    |                                             |  |  |       |  |  |                                         |  |  |                                            |  |
|                                          |                                | Thomas Crew, II barone Crew   | John Crew, I barone Crew                    |  |  |       |  |  |                                         |  |  |                                            |  |
|                                          |                                | Thomas Crew, II barone Crew   | John Crew, I barone Crew                    |  |  |       |  |  |                                         |  |  |                                            |  |
|                                          |                                | Thomas Crew, II barone Crew   | Jemima Waldegrave                           |  |  |       |  |  |                                         |  |  |                                            |  |
| Jemima Crew                              |                                | Thomas Crew, II barone Crew   |                                             |  |  |       |  |  |                                         |  |  |                                            |  |
|                                          |                                | Anne Armine                   | William Airmine, II baronetto               |  |  |       |  |  |                                         |  |  |                                            |  |
|                                          |                                | Anne Armine                   | William Airmine, II baronetto               |  |  |       |  |  |                                         |  |  |                                            |  |
|                                          |                                | Anne Armine                   | Anne Crane                                  |  |  |       |  |  |                                         |  |  |                                            |  |
|                                          |                                | Anne Armine                   |                                             |  |  |       |  |  |                                         |  |  |                                            |  |